# Breathe (G-Dragon-dal)
A Breathe G-Dragon dél-koreai énekes-dalszerző Heartbreaker című szólóalbumának második kislemeze, melyet 2009. szeptember 21-én jelentetett meg a YG Entertainment. A dal nem szerepelt olyan jól a slágerlistákon, mint az első kislemez, de bekerült a TOP 20-ba.

## Kritika
A G-Dragon által írt dalszöveget a Newsen riportere „erőteljesnek” és „impresszívnek” találta.

## Ellentmondások
G-Dragon a dalt a Shine A Light című koncertjén egy táncosnő segítségével adta elő. Az előadásmódja miatt számos negatív kritikát kapott, „szexuálisan provokatív” jellege miatt. Az énekes a színpadon egy kellékágyon szeretkezést imitált a táncosnővel, többen „nyögéseket” is hallani véltek. Az Egészségügyi, Népjóléti és Családjogi Minisztérium vizsgálatot indított G-Dragon és a YG Entertainment ellen a kiskorúakra vonatkozó törvény megsértése miatt, mivel a koncert 12 éven felülieknek volt meghirdetve. A vádakat 2010. március 15-én ejtették.